# Курортне (Правдинський район)
Куро́ртне (рос. Курортное), до 1928 року — Грос Вонсдорф (нім. Groß Wohnsdorf), до 1950 року — Вонсдорф (нім. Wohnsdorf) — селище в Правдинському районі Калінінградської області Російської Федерації. Входить до складу Правдинського міського поселення.